# Brazil masztiff
A brazil masztiff (portugálul: fila brasileiro) nagyméretű munkakutya, főként őrző-védő kutyaként alkalmazzák. Az első nemzetközileg elismert brazil kutyafajta.

## Testfelépítése
Testfelépítése erős, széles és szögletes. Egyik fő jellemzője a bőre, amely egész testén laza, a nyakán lebernyeget alkot. Farka egészen a csánkjáig lóg, tövénél vaskos, majd kihegyesedik. Széles és mély mellkasa a könyökig ér. Hasa mérsékelten felhúzott. Lábai egyenesek, vastag csontúak. Mancsai erősek. Rövidnek tűnő nyaka igen izmos, felül enyhén ívelt. A fej fentről nézve trapéz alakú. A stop hullámzó. Az arcorri rész széles, magas és erős. A vaskos felső ajkak rálógnak az alsókra. Nagy húsos fülei V alakúak. A szem közepes vagy nagyobb méretű. Az alsó szemhéj kissé ernyedt. A brazil masztiff harapása ollószerű vagy harapófogó-szerű. A rövid szőrzet puha, sűrű, a testhez simuló. Sok különböző színben ismert, ezek közül csak a fehér, az egérszürke és a foltos nem elfogadott. A fehér rajzolat megengedett, de csak a mancsokon, a mellen és a farok hegyén; összességében a teljes testfelszínének legfeljebb 25 százalékát boríthatja. Leggyakoribb a csíkos színezet, a legkülönfélébb árnyalatokban.

## Jelleme
A brazil masztiff gazdájával és a közvetlen családtagokkal szemben rendkívül kedves és ragaszkodó, gazdáiba szinte „szerelmes”. Bár akaratos és makacs, de mindig aláveti magát gazdája akaratának. Magabiztos fellépésű, bátor kutya, amely nem kíméli magát. Ez a fajta híres arról, hogy nem rejtegeti az idegenekkel szemben érzett ellenszenvét, vagy gazdái és családja iránt érzett mesébe illő gyöngédségét.
A Fila temperamentuma az, amely leginkább megkülönbözteti a többi kutyafajtától. A fajta rajongói ezért a különleges vérmérséklet miatt (is) kedvelik a fajtát. Már kölyök koruktól kezdve – más fajtától eltérően – nem tanúsítanak érdeklődést az idegen személyek általi figyelemfelkeltés, érintés, és kedveskedés iránt. Bár erősen egyedfüggő, de kb. 4-5 hónapos koruktól kezdve az idegen személy érintésétől gyanakvóan elhúzódnak. Ezek a reakciók illetve reakció fokozatok számos, különböző tényezőtől függenek, ideértve a kutya korát, a tréninget és szocializációt, amelyben a kutya részesült, és a veleszületett vérmérséklet mértékét. Az egészen fiatal kölyköknél ez általában mindössze az idegen személy általi érintéstől való elhúzódással, a „Nem akarom, hogy hozzám érj!” reakcióval kezdődik. Sokan  gyakran félreértik (még kutyatulajdonosok is akik nem ezt a fajtát tartják és/vagy nem ismerik a fajtát) a Fila kölykök ezen viselkedését és tévesen, mint „félénkséget” értelmezik; valójában ez igen távol áll a félénkségtől. A Fila kölyköknek ez a viselkedése egyszerűen csak a természetes, veleszületett reakciója, amely az idegen személyekkel való kontaktus elkerülésére irányul. Ez a reakció fokozatosan fejlődik és erősödik egészen addig, amíg az érett, felnőtt kutya erős ellenszenvvel reagál minden idegen személy általi érintésre, simogatásra: ez leginkább a „Hogy merészelsz hozzám nyúlni!” reakció. Egy jó vérmérsékletű és típusos érett egyed egyértelműen és igen határozottan hozza az idegen személy tudtára, hogy nem szeretne barátkozni és jobb, ha az illető nagyon gyorsan felhagy a próbálkozással. Sok Filát egyenesen „sért”, ha egy idegen személy hosszasan mustrálja, méregeti „őkelmét”, vagy netán még beszél is hozzá. Egy jó temperamentummal megáldott Fila, jelleméből fakadóan, kutyakiállításokon nem hagyja magát megérinteni a bíró (mint idegen) által. Az eredeti fajtastandard szerint, amennyiben kimutatja a bíró (mint idegen) által érzett ellenszenvét, a reakció nem tekintendő hibának, viszont egy visszaigazolás a kívánt, típusos temperamentumról. A család gyermekeit (gazdája gyermekei, akikkel a kutya együtt él) a Fila imádja, valósággal rajong értük, de ugyanez már nem mondható el a gyerekek játszótársairól; idegenek és épp úgy viseltetik irántuk, mint az idegen felnőttek iránt.
A megfelelő tréning és szocializáció ennél a fajtánál is elengedhetetlen, azonban nem szünteti meg a Fila veleszületett, idegen személyek felé mutatott alapvető viselkedését, viszont irányítja és kontrollálja annak megnyilvánulásait. Egy jól szocializált Fila gazdája jelenlétében közönnyel és nem egyszer bizony undorral viseli az idegen jelenlétét, amennyiben az idegen személy nem sérti meg azt a bizonyos láthatatlan határvonalat… Ha úgy érzi, hogy gazdája, a család és/vagy az általa őrzött terület (kert, lakás) veszélybe kerül, hezitálás nélkül azonnal közbelép. Erre egy típusos, jó vérmérsékletű Filát képezni sem kell.  A tréning és a szocializáció összességében növeli a kutya önbizalmát. A szocializáció lehetőséget biztosít mind a kutya, mind gazdája számára, hogy megtanulják mely viselkedés/reakció tekintendő „normálisnak” és megfelelőnek.
A Fila kimondottan territoriális viselkedésű kutya, aktívan védi családját, otthonát/területét a leghenyébb provokáció esetén is. Gazdáinak ezt (is) mindig és mindenkor szem előtt kell tartani: amennyiben vendég érkezik a házhoz – még ha a kutya által ismert személy is –, a legtöbb egyedet az látogatás ideje alatt a kennelbe be kell zárni/el kell különíteni a vendégtől. A Fila a család azon ismerőseit és barátait, akiket gyakran és rendszeresen lát kölyök kora óta, gazdája jelenlétében általában elfogadja és beengedi saját területére. A vendéget, mint bármely más őrző-védő fajta esetében, soha nem szabad egyedül hagyni a Filával. A Fila nem a legjobb választás azok számára, akik igen gyakran fogadnak vendégeket otthonukban.

## Méretei
- Marmagasság: kan: 65–75 cm, szuka: 60–70 cm
- Testtömeg: kan: legalább 50 kg, szuka: legalább 40 kg
- Táplálékigény: Alkalmazott táptól függ. Jó minőségű száraztápból napi 600-800g az optimális. Lehetőleg ezt a mennyiséget kettéosztva.
- Várható élettartam: 8-11 év

## Megjegyzés
A fila brasileiro nem való olyanoknak, akik határozatlanok, sem azoknak, akiknek még nincs kutyás tapasztalata. Jellemét néha nem is olyan könnyű megérteni. A filatulajdonosoknak testileg-lelkileg biztosnak kell lennie magában, természetes tekintéllyel kell rendelkeznie és igazán jól kell ismernie a fajta jellemét és viselkedését, máskülönben sosem lehet biztos a nevelés sikerében. A leendő tulajdonosoknak arra is fel kell készülnie, hogy ez a kutya villámgyorsan tud reagálni. Sok időt kell szánni a szocializációjára is.
Ez a fajta sajnos igen hajlamos a gyomorcsavarra. Legalábbis az Európában elterjedt vérvonalak. Ezért erősen javasolt a napi ételadagot kettőbe bontani és pl. reggel-este etetni. Etetés után pedig 1-2 órás nyugalom (ne ugráljon) illetve egyszer ellenőrizni a kutyát evés után 1 órával.

## További információ
- Fila brasileiro fajtaismertető a Kutya-Tár-ban Archiválva 2014. április 7-i dátummal a Wayback Machine-ben
- lap.hu linkgyűjtemény